# Stigmella polymorpha
Stigmella polymorpha là một loài bướm đêm thuộc họ Nepticulidae. Nó được tìm thấy ở phần phía tây của the Kopet Dag ridge in Turkmenistan.
Ấu trùng ăn Rosa species. Chúng có thể ăn lá nơi chúng làm tổ.